# Элси, Роберт
Ро́берт Э́лси (англ. Robert Elsie; 29 июня 1950, Ванкувер, Британская Колумбия — 2 октября 2017, Бонн, Северный Рейн-Вестфалия или Берлин) — литературовед и историк канадского происхождения, специализировавшийся на албанской литературе и фольклоре.

## Биография
Элси родился 29 июня 1950 года в Ванкувере, Британская Колумбия, Канада. Учился в Университете Британской Колумбии, который окончил в 1972 году с дипломом в области классических исследований и лингвистики. В последующие годы он продолжил обучение в аспирантуре Свободного университета Берлина, Практической школы высших исследований и Парижского университета IV: Париж-Сорбонна, Дублинского института повышения квалификации и Университета Бонна, где он защитил докторскую диссертацию по языкознанию и кельтологии в 1978 году в Лингвистическом институте.
Начиная с 1978 года Элси несколько раз посещал Албанию с группой студентов и профессоров Боннского университета. В течение нескольких лет он также посещал Международный семинар по албанскому языку, литературе и культуре, проходивший в Приштине, Косово. С 1982 по 1987 год он работал в Министерстве иностранных дел Германии в Бонне, а с 2002 по 2013 год в Международном уголовном трибунале по бывшей Югославии в Гааге, в частности, в качестве переводчика по нескольким известным делам, включая суд над Слободаном Милошевичем.
Научные путешествия Элси и интерес к албанским диалектам привели его к контакту с албанцами из Албании, Косово, Греции, Черногории, Италии, Хорватии, Болгарии, Украины, Македонии и Турции, и он сделал десятки записей албанского языка.
В качестве переводчика Роберт Элси предложил читателю «подборку песен из наиболее известного цикла албанских эпических стихов»
Элси при жизни издал множество научных работ, и до его смерти не осталось крупных неопубликованных работ.

## Смерть

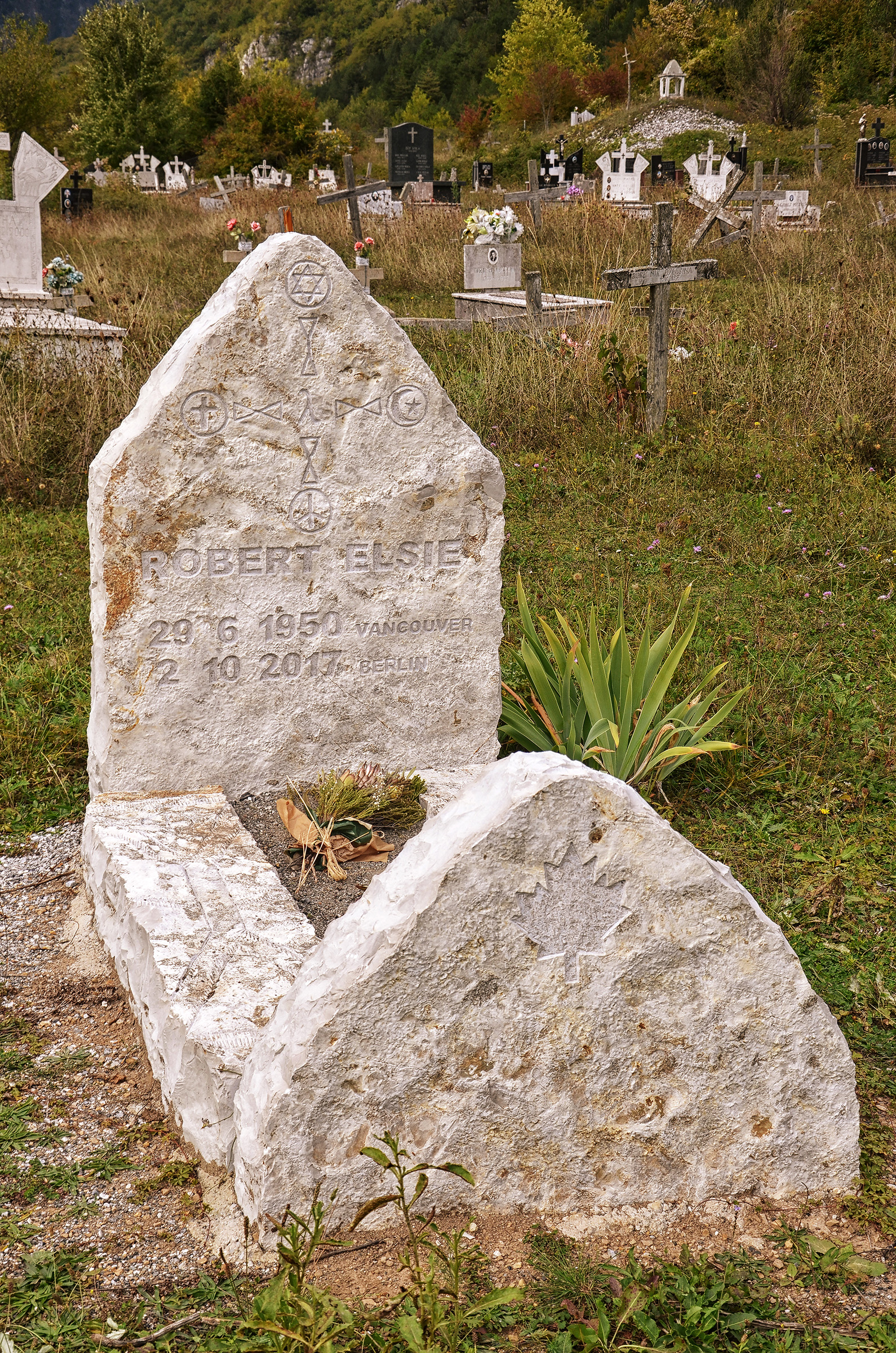
Могила Роберта Элси на кладбище Тет

2 октября 2017 года Роберт Элси умер от болезни двигательных нейронов в Бонне, Германия. Его последними словами перед смертью были: «Смерть такая скучная. Так медленно. Остается только ждать её». На момент смерти Элси в средствах массовой информации первоначально сообщалось, что он просил в своем завещании быть похороненным в Албании, хотя через две недели после тех событий выяснилось, что Элси не уточнил в его завещании, где он должен быть похороненным. Стефан Триервейлер, решил, что он должен быть похоронен в Албании из-за глубокой любви Элси к этой стране.
Гроб с телом Элси был доставлен в Албанию для прощания в Национальной библиотеке в Тиране, чтобы люди могли прийти и засвидетельствовать своё почтение. Церемония прощания с Элси прошла в Тиране, в которой приняли участие друзья, учёные и политики из Албании, Косова и Северной Македонии. Еще при жизни Элси полюбил Тети, видя в нём албанскую «Шангри-Ла». 18 октября его похоронили в северной деревне, расположенной в Албанских Альпах. Безвременная смерть Элси, плодовитого автора научных работ, в контексте албанских исследований была воспринята как «большой удар» по её международному продвижению.

## Публикации
Ниже представлена подборка его публикаций, автором, редактором или переводчиком которых он был. Элси опубликовал около 60 книг на английском, албанском и немецком языках.
- Robert Elsie, Baron Franz Nopcsa and his contribution to Albanian studies.[11]
- Robert Elsie. The Dictionary of Albanian Religion, Mythology and Folk Culture. — Hurst & Co Ltd, 2001. — ISBN 978-1850655701.
- Balkan Beauty, Balkan Blood : Modern Albanian Short Stories (Writings from an Unbound Europe) / Robert Elsie. — Northwestern University Press, 2006. — ISBN 0-8101-2336-3.
- Robert Elsie. Albanian Literature: A Short History. — I. B. Tauris, 2006. — ISBN 1-84511-031-5.
- Songs of the Frontier Warriors: Kenge Kreshnikesh--Albanian Epic Verse in a Bilingual English-Albanian Edition / Robert Elsie and Janice Mathie-Heck. — Bolchazy-Carducci Publishers; Bilingual edition, 2004. — ISBN 0-86516-412-6.
- Visar Zhiti. The Condemned Apple : Selected Poetry. — Green Integer; Bilingual edition, 2004. — ISBN 1-931243-72-7.
- Robert Elsie. Historical Dictionary of Kosovo. — Scarecrow Press, 2011. — Vol. 79. — ISBN 978-0-8108-7231-8.
- Robert Elsie. Historical Dictionary of Albania. — Scarecrow Press, 2010. — Vol. 75. — ISBN 978-0-8108-6188-6. (недоступная ссылка)
- Robert Elsie. Leo Freundlich: Die Albanische Korrespondenz, Agenturmeldungen aus Krisenzeiten. — Oldenburg Verlag, 2013. — ISBN 978-3-486-70716-8.
- Robert Elsie. Biographical Dictionary of Albanian History. — I. B. Tauris, 2013. — ISBN 978-1-78076-431-3.
- Robert Elsie. The Cham Albanians of Greece: A Documentary History. — I. B. Tauris, 2013. — ISBN 978-1-780760-00-1.
- Robert Elsie. The Balkans Wars: British Consular reports from Macedonia in the Final Years of the Ottoman Empire. — I. B. Tauris, 2013. — ISBN 978-1-780760-76-6.
- Robert Elsie. The Tribes of Albania: History, Society and Culture. — I.B.Tauris, 2015. — ISBN 9780857739322.
- Robert Elsie. The Albanian Bektashi: History and Culture of a Dervish Order in the Balkans. — Bloomsbury Publishing, 2019. — ISBN 9781788315715.

## Награды
- Медаль Благодарности (Албания, 15 мая 2013 г.) — награждена Президентом Албании Бужаром Нишани. Роберт Элси получил награду за свой вклад в качестве ученого на протяжении более 35 лет, сосредоточив внимание и продвигая на международном уровне «культуру, язык, литературу и историю албанцев» наряду с «положительным имиджем Албании в мире».[12] Выражая благодарность, президент Нишани назвал Элси «хорошем албанцем».[12]